# الرباعة (الطويلة)

تعديل مصدري - تعديل

الرباعة هي إحدى قرى عزلة شمات (حصن المخير) بمديرية الطويلة التابعة لمحافظة المحويت، بلغ تعداد سكانها 315 نسمة حسب تعداد اليمن لعام 2004.